# Zaans Museum
Het Zaans Museum is een cultuurhistorisch museum op de Zaanse Schans in de plaats Zaandam in de Nederlandse gemeente Zaanstad. Het museum opende in 1998 en toont cultuurhistorische en streekgebonden collecties over de woon- en industriële cultuur van de Zaanstreek. In 2009 werd daar de Verkade Experience aan toegevoegd. Daarnaast zijn sinds 2015 drie locaties met levende geschiedenis op de Zaanse Schans onderdeel van het museum: de Kuiperij, het Jisperhuisje en het Wevershuis. Andere dependances zijn het Czaar Peterhuisje in het centrum van de stad Zaandam, het Honig Breethuis in Zaandijk en het Hembrug Museum op Hembrug.

## Hoofdgebouw
Het Zaans Museum is gevestigd in een gebouw uit 1999 van 16.500 m³ dat ontworpen is door architect Cor van Hillo. In 2001 kreeg het museum een vermelding bij de uitreiking van de jaarlijkse European Museum of the Year Award. De jury prees vooral de eigentijdse en open architectuur van het gebouw, de situering van het gebouw ten opzichte van de historische reconstructie op de Zaanse Schans en de educatieve programma's en de presentatie van de vaste collectie. Het lichtontwerp in de presentatie won daarnaast twee prijzen: de Award of Merit van de Edison Award 2000 en de International Illumination Design Award 2001.
Het museum is sinds 11 maart 2009 uitgebreid met een nieuwe vleugel, de Verkade Experience. In deze vleugel wordt de bedrijfscollectie van Verkade getoond.

## Collectie

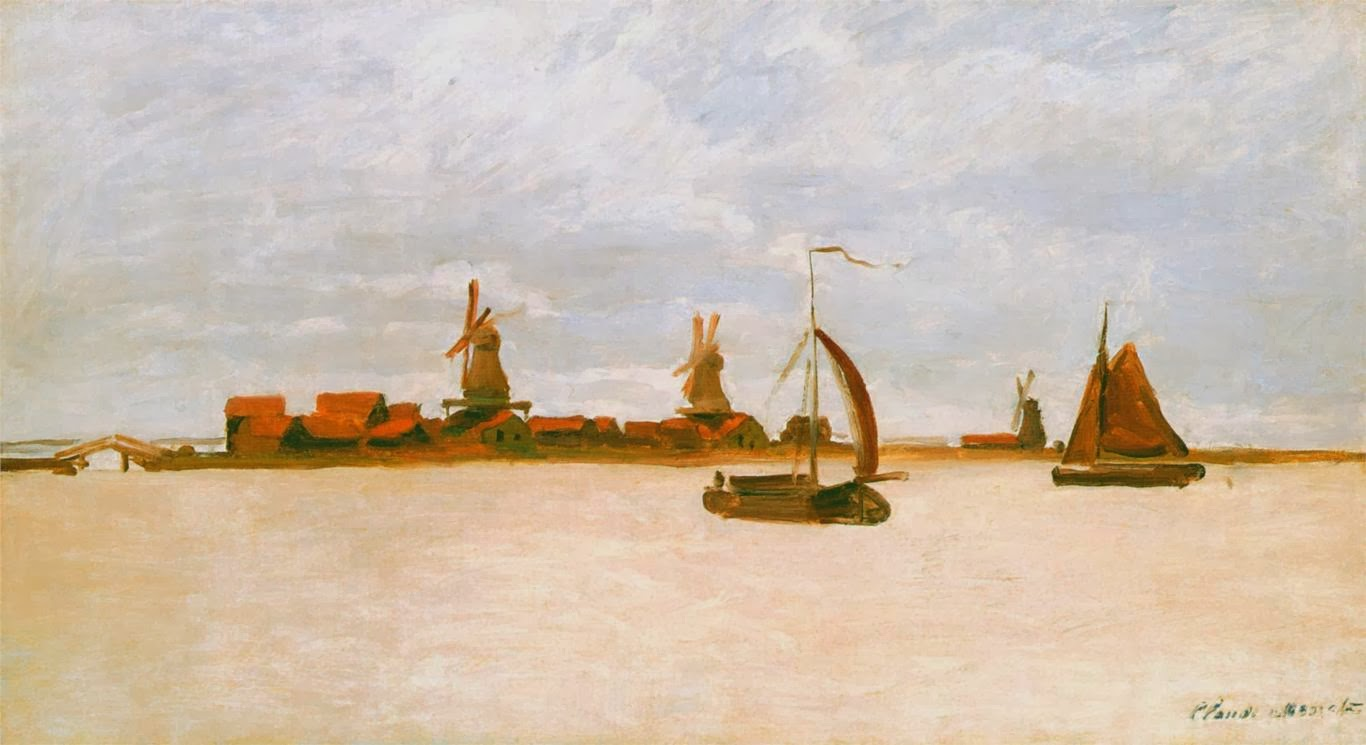
De Voorzaan en de Westerhem van Claude Monet uit 1871

De collectie is voortgekomen uit de Zaanlandse Oudheidkundige Verzameling van Jacob Honig Jansz Jr. Het museum bevat cultuurhistorische en streekgebonden collecties over woon- en industriële cultuur. Binnen de collectie wooncultuur toont het museum streekdracht, Zaans beschilderd meubilair en gebruiksvoorwerpen uit Zaanse woonhuizen. De industriële collectie omvat erfgoed afkomstig van grote Zaanse bedrijven als Bruynzeel, Honig, Albert Heijn en Lassie. De bedrijfscollectie van Verkade omvat onder meer de Verkade-albums die in tentoonstellingen met wisselende thematiek getoond worden.
In 2015 verwierf het museum voor omgerekend 1,16 miljoen euro een olieverfschilderij van de Franse impressionist Claude Monet uit zijn Zaanse periode (4 juni - 8 oktober 1871), getiteld De Voorzaan en de Westerhem. Op 15 augustus 2021 probeerden twee personen vergeefs het 39,2 x 71,5 cm grote doek met lijst op klaarlichte dag uit het museum te stelen. De dieven hadden het schilderij al van de muur gehaald, maar lieten het buiten het museum alsnog achter.

## Museumlocaties Zaanse Schans

### Wevershuis
In het Wevershuis staat de ambacht van het zeildoek weven in de negentiende eeuw centraal. De expositie toont de woonsituatie van één gezin met twee weefgetouwen. Het tussen 1722 en 1730 gebouwde houten wevershuis is afkomstig uit de Dorpsstraat in Assendelft. Het is een dubbel woonhuis en heeft tot het begin van de twintigste eeuw dienstgedaan als thuisweverij. In de achttiende eeuw woonden er twee gezinnen en stonden er vijf weefgetouwen. Het werd in 2011 gedemonteerd en in 2015 werd op de Zaanse Schans begonnen met de herbouw. In maart 2016 konden de eerste bezoekers er terecht.

### Kuiperij

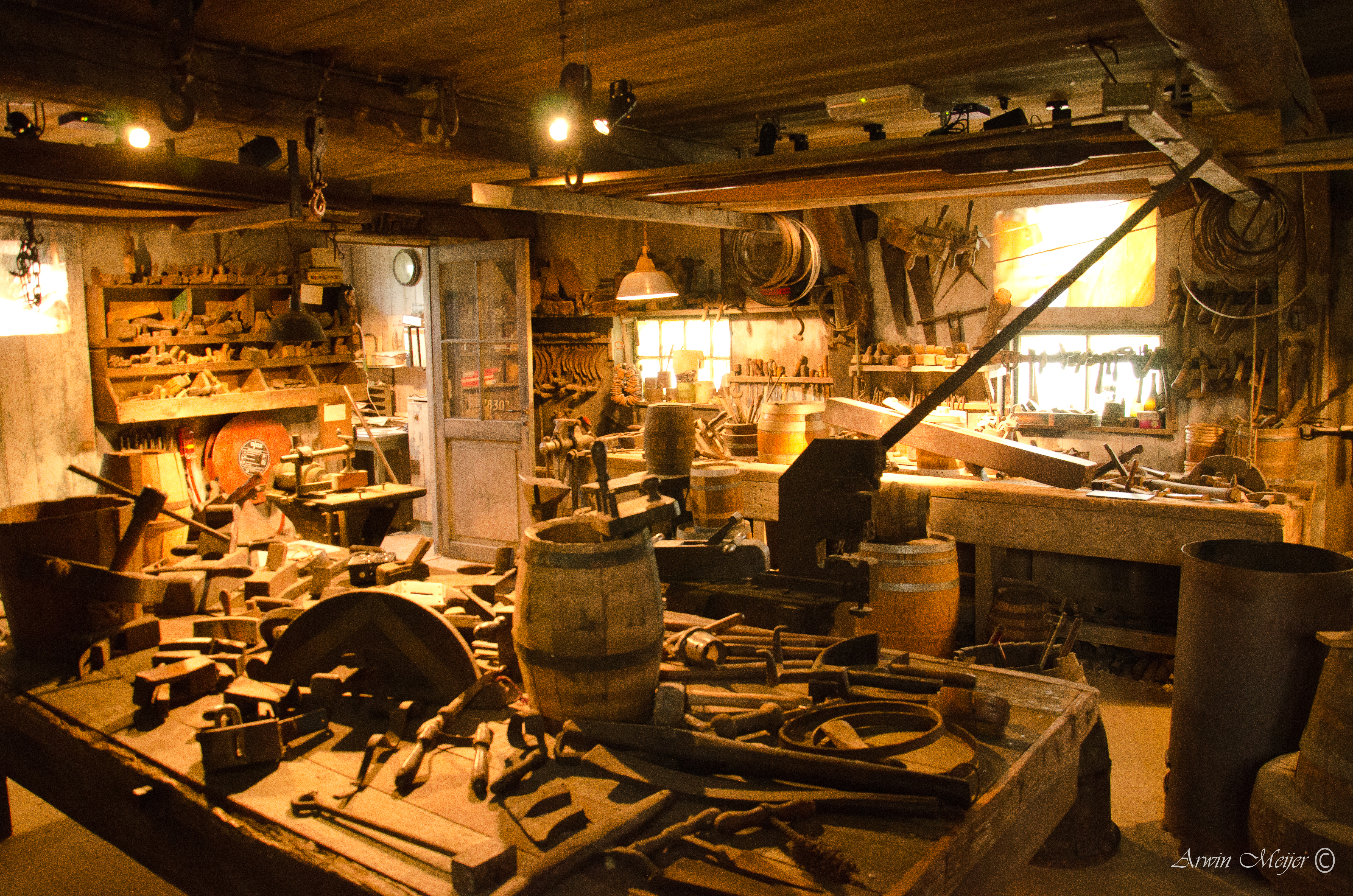
Kuiperij

In de Kuiperij staat de ambacht van het kuipen omstreeks 1960 centraal. Het interieur is afkomstig van kuiperij en vatenhandel S.R. Tiemstra en Zonen uit Oostzanerwerf. De laatste kuiper, Jaap Tiemstra, liet bij zijn overlijden in 1999 een intacte kuiperij achter. Het Zaans Museum plaatste de inventaris in 2011 in Schuitemakerij Brouwer op de Zaanse Schans. Dit pand komt zelf ook van elders, van het Rustenburg in Zaandam. Het werd in 1964 afgebroken en bewaard en is in 1967 weer opgebouwd op de Zaanse Schans. De vaten deden dienst als verpakkingsmateriaal voor boter, melk, azijn, olie, vis, vruchten, groenten, jenever, rum en alle soorten bieren en wijnen.

### Jisperhuisje
In het Jisperhuisje, een nagebouwd vissershuis uit Jisp, toont het Zaans Museum het leven van een vissersvrouw van voor de industriële revolutie (halverwege de negentiende eeuw). De replica werd gebouwd voor de Floriade van 2002. Het origineel dateert uit 1860 en is te zien in het Zuiderzeemuseum in Enkhuizen.

## Dependances Zaandam

### Honig Breethuis
In het Honig Breethuis kunnen bezoekers ervaren hoe een Zaanse koopmansfamilie van papiermakers woonde en leefde anno 1830. Het museum ligt aan de Lagedijk in Zaandijk.

### Czaar Peterhuisje
Het Czaar Peterhuisje, in het centrum van Zaandam, is een van de oudste houten huisjes van Nederland. Het werd in 1632 als arbeidershuisje gebouwd van oud scheepshout. In dit huisje logeerde de Russische tsaar Peter de Grote toen hij in 1697 in Holland kennis kwam opdoen over scheepsbouw, industrie en andere zaken. Om het huisje te beschermen, werd er in 1823 een omhulsel omheen gebouwd. De huidige stenen ombouw dateert van 1895. Veel mensen, waaronder Russische tsaren, Nederlandse vorsten en zelfs Napoleon, brachten een bezoek aan het Czaar Peterhuisje. De talloze namen, die in de ramen en houten wanden geschreven en gekerfd staan, herinneren daar nog steeds aan.

### Hembrug Museum
Het Hembrug Museum in Zaandam is een museale dependance van het Zaans Museum over de geschiedenis van de Artillerie-Inrichtingen op Hembrug. De museale collectie ‘vertelt’ tezamen met het monumentale industriële erfgoed, bestaande uit 50 monumenten en totaal 150 gebouwen op het terrein, het verhaal van de geschiedenis van Hembrug als het militaire logistieke hart van de Stelling van Amsterdam. De collectie laat de bezoeker kennismaken met de geschiedenis van de munitie- en wapenfabriek en haar verschillende bedrijfsvormen, die van 1895 tot 2003 op Hembrug gevestigd waren. De collectie is tentoongesteld in twee voormalige transformatorhuisjes aan de Kanonnenloods 14 op het Hembrugterrein. Het is een openluchtpresentatie. De bezoeker kan de transformatorhuisjes niet betreden.